# قرمز دره
قرمز دره یک سکونت‌گاه متعلق به اوایل دوران نوسنگی در حاشیه شمال‌غربی تلعفر در عراق امروزی است. این محوطه باستانی در دهه ۱۹۸۰ میلادی در جریان یک عملیات حفاری نجات کشف شد.
مساحت آن حدود ۱۰۰ در ۶۰ متر است و بر روی یک تل به ارتفاع دو متر ساخته شده. جنس ساختمان‌های آن از خشت خام خاک رس بوده است که دوام چندانی ندارد و بیشتر آن در طی زمان ویران شده، با این حال کاوش‌گران موفق به حفاری یک سازه تک اتاقی شدند که تقریباً سالم مانده است. گوشه‌های این اتاق گرد شده بود که گواهی بر طراحی شدن خانه‌ها در اوایل دوران نوسنگی است.
تاریخ‌گذاری رادیوکربن زمان ساخت قرمز دره را حدود ۸۵۰۰ (پ.م) تا ۷۹۰۰ (پ.م) نشان می‌دهد. 